# Juno and the Paycock
 Juno and the Paycock és una pel·lícula britànica dirigida per Alfred Hitchcock, estrenada el 1930. El film és una adaptació de l'obra de l'actor irlandès Sean O'Casey.

## Argument
Barry Fitzgerald apareix com el narrador en la primera escena del film, però té un altre paper. Als suburbis de Dublín durant la Guerra Civil Irlandesa, el capità Boyle (Edward Chapman) viu en un petit pis amb la seva dona Juno (Sara Allgood) i els seus fills Mary (Kathleen O'Regan) i Johnny (John Laurie). El fill Johnny esdevé un invàlid després de perdre un braç durant la guerra i es converteix en membre de l'IRA.

## Repartiment
- Edward Chapman: Capità Boyle (el paó)
- Sara Allgood: Sra. Boyle (Juno)
- Maire O’Neill: Sra. Madigan
- Sidney Morgan: Joxer
- Barry Fitzgerald: L'orador
- John Laurie: Johnny Boyle
- Dave Morris: Jerry Devine
- Kathleen O'Regan: Mary Boyle
- John Longden: Charles Bentham

## Al voltant de la pel·lícula
Gran admirador de Hitchcock, Woody Allen a la seva pel·lícula  Whatever Works fa un petit homenatge al Mestre: en la barcassa de Randy (Henry Cavill), Mélody (Evan Rachel Wood) troba una foto de cinema amb Randy i pregunta d'on està treta, li respon que ha treballat en una pel·lícula anomenada Juno and the Paycock .

## Aspectes tècnics
- Durada: 1 hr 25 min (85 min) - 1 hr 36 min (96 min) (DVD) (Regne Unit)
- So: Mono (RCA)
- Color:	Blanc i Negre
- Rati d'aspecte: 1.20: 1
- Format del negatiu: 35 mm